# La Rhune
La Rhune (po baskijsku: „Larrun”) – szczyt na zachodnim krańcu Pirenejów. Leży na granicy między Francją a Hiszpanią, na terytorium Nawarry. La Rhune jest ikoną baskijskiej kultury. Jest pokryty dolmenami i innymi budowlami neolitycznymi. Jest świętym miejscem według baskijskiej mitologii.

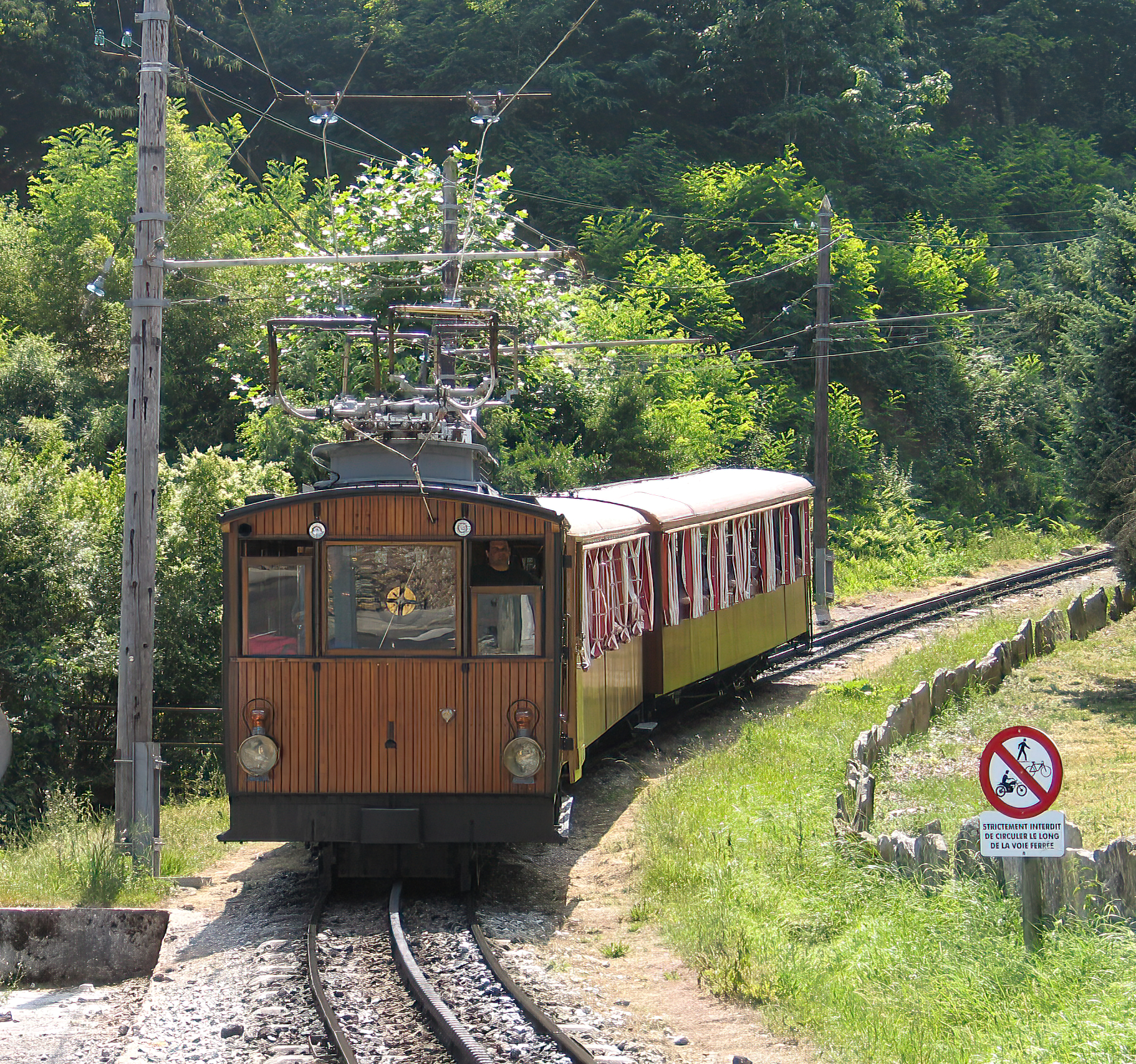
Le petit train de la Rhune

Góra była wykorzystywana przez wojska francuskie jako punkt obrony w czasach Wojen Napoleońskich, ale Wellington wyparł wojska marszałka Soult'a z tych terenów w czasie bitwy pod Nivelle, 10 listopada 1813 r.
La Rhune jest teraz popularnym celem wycieczek i spacerów. Mała kolejka „Petit train de la Rhune”, wyjeżdża na szczyt od strony francuskiej.